# Giada Arena
Giada Arena (Roma, 1º febbraio 1993) è un'attrice, regista, autrice e conduttrice italiana.

## Biografia
Esordisce all'età di 4 anni come imitatrice, apparendo in programmi televisivi come Domenica In e Chi ha incastrato Peter Pan?. La sua prima esperienza da attrice sul piccolo schermo risale al 2001, anno in cui entra a far parte del cast della serie televisiva Don Matteo, interpretando fino all'ottava stagione il ruolo di Assuntina, figlia minore del maresciallo Cecchini (Nino Frassica). Negli anni successivi avviene il suo debutto teatrale e inizia a dedicarsi alla stand-up comedy, attività che la vedrà collaborare con comici come Maurizio Battista. 
Nel 2008 viene scelta da Carlo Vanzina per partecipare al film TV VIP e appare nella miniserie L'uomo che cavalcava nel buio. Nel 2010 scrive, dirige e interpreta il cortometraggio La ferma instabilità, ricevendo dal presidente di giuria Morando Morandini una menzione speciale per la miglior regia al festival Provincinema; La ferma instabilità viene inoltre proiettato alla 5ª edizione del Festival Internazionale del Film di Roma. Successivamente è tra i protagonisti della serie Lola & Virginia con il ruolo di Bea, interpreta Isabel in eBand e nel 2012 dirige il cortometraggio Luce, realizzato in 80 ore per il Nocicortinfestival, dove ha ricevuto il premio della critica.
A partire dal 2013 porta in scena alcuni reading e partecipa al documentario Gente di zona, promosso da Biblioteche di Roma; nello stesso periodo collabora con la web-zine e web-radio Radio Bombay, dedicata alla scena musicale indipendente italiana. Parallelamente al percorso di studi presso l'università La Sapienza di Roma, appare nell'ottava stagione di Rex, diretta dai Manetti Bros., e interpreta Sara in Mi chiamo Maya. Nel 2016 realizza il progetto di video art Old Italian Songs and Gore.
In seguito abbandona la recitazione per dedicarsi alla scrittura e nel 2018 inizia la sua collaborazione con VICE Italia, testata per la quale ha raccontato per la prima volta gli aspetti più controversi della sua esperienza di enfant prodige. Nel 2023 ha partecipato alla fondazione della rivista multimediale Lucy, diretta da Nicola Lagioia, per cui ha intervistato personaggi come Zerocalcare, Tiziano Ferro, Porpora Marcasciano, Stefano Nazzi e Angelo Pellegrino.
Oggi al lavoro di autrice affianca quello di conduttrice di eventi dal vivo e podcast: dal 2020 al 2022 ha scritto e condotto nuda e cruda e nel 2025 BeTalkz, prodotto da Confprofessioni; inoltre è stata tra le voci di In Real Life, Totale e I cardellini.

## Filmografia

### Serie
- Don Matteo, regia di Enrico Oldoini, Leone Pompucci, Andrea Barzini, Giulio Base, Elisabetta Marchetti, Lodovico Gasparini, Carmine Elia e Fernando Muraca (2001-2011)
- L'uomo che cavalcava nel buio, regia di Salvatore Basile (2008)
- Lola & Virginia, regia di Alessandro Celli (2011)
- eBand, regia di Yuri Rossi (2012)
- Rex 8, regia dei Manetti Bros. (2015)
- Vegan Chronicles, regia di Andrea Morabito (webserie, 2016)

### Film
- VIP, regia di Carlo Vanzina (2008)
- Gente di zona, documentario Biblioteche di Roma (2013)
- Mi chiamo Maya, regia di Tommaso Agnese (2015)

### Videoclip
- Koala - Le Naphta Narcisse, regia di Fabio Tarantino (2014)
- Lacuna - Youarehere, regia di Lorenzo Muto (2015)
- Non sono morto - Jason La Mecca, regia di Marcello Rotondella (2017)

### Spot pubblicitari
- Chevrolet Tracker (Stati Uniti, 1998)
- IP, regia di Lourens Van Rensburg (2001-2002)

## Teatrografia
- La vera storia di Checco e Nina, regia di Luigi Galdiero (2006)
- Si fa presto a dire serenata, regia di Luigi Galdiero (2006)
- Porta rispetto, regia di Luigi Galdiero (2007)
- Tre donne, anzi... Quattro!, regia di Alfiero Alfieri (2008)
- Balla con la lupa, regia di Piermaria Cecchini (2010/2011)
- Reading: Urlo di Allen Ginsberg (2013)
- Reading: Le città invisibili di Italo Calvino (2013)
- Reading: Guida galattica per gli autostoppisti di Douglas Adams (2013)
- Reading: De Profundis di Oscar Wilde (2013)
- Reading: Una stagione all'inferno di Arthur Rimbaud (2014)
- Reading: Esercizi di stile di Raymond Queneau (2014)

## Regia
- La ferma instabilità, cortometraggio (2010)
- Luce, cortometraggio (2012)
- Old Italian Songs and Gore, videoarte (2016)

## Podcast
- nuda e cruda (2020 - 2022)
- Totale, di Jonathan Zenti (2024)
- I cardellini (Lucy, 2024)
- In Real Life, di Marco Maisano (One Podcast, 2024 - 2025)
- BeTalkz (Confprofessioni, 2025)